# Schreibweise deutscher Pflanzennamen
Die Schreibweise deutscher Pflanzennamen in der botanischen Fachliteratur weicht zum Teil vom allgemeinen Sprachgebrauch ab. Dahinter steht das Bestreben, in der Fachliteratur die botanische Systematik auch bei den deutschen Pflanzennamen kenntlich zu machen, ähnlich wie es in der lateinisch-griechischen binären Nomenklatur der Fall ist.
Die allgemein geläufigen Pflanzennamen entsprechen nicht immer den zugrunde liegenden Gattungen bzw. lassen sie nicht eindeutig erkennen, da sie meist älter als ihre taxonomische Zuordnung sind oder nach allgemein sprachlichen und nicht nach wissenschaftlichen Gesichtspunkten gebildet wurden. Zusätzlich haben einige Pflanzen mehrere Namen oder Namens- bzw. Schreibungsvarianten, was in der wissenschaftlichen Literatur zu Uneinheitlichkeit oder Unklarheiten führen kann.

## Regeln zur Schreibweise
Versuche, deutsche Pflanzennamen unter wissenschaftlichen Gesichtspunkten zu vereinheitlichen, gibt es seit längerer Zeit: Die erste Standardliste erstellte Rudolf Mansfeld 1940 mit dem Verzeichnis der Farn- und Blütenpflanzen des Deutschen Reiches.
In einer neueren Publikation wurde 2001 ein Regelwerk vorgeschlagen, das für alle denkbaren deutschsprachigen Pflanzennamen geeignet ist und – soweit möglich – den die Gattung bezeichnenden Namensbestandteil durch einen Bindestrich abtrennt. Diese Publikation bemüht sich um die Standardisierung einer bereits in zahlreichen bedeutenden botanischen Werken deutscher Sprache lang geübten Tradition (z. B. Strasburger – Lehrbuch der Botanik, Helmut Genaust, Etymologisches Wörterbuch der botanischen Pflanzennamen, Zander, Handwörterbuch der Pflanzennamen, Gustav Hegi, Illustrierte Flora von Mitteleuropa, Schmeil-Fitschen, Rothmaler, Flora Helvetica, Exkursionsflora von Österreich (seit 1994), Heinz Ellenberg, Vegetation Mitteleuropas 1986, Rote Liste der Pflanzen Österreichs 1999, Erich Oberdorfer,  Pflanzensoziologische Exkursionsflora 1994; und teilweise schon in Friedrich Ehrendorfer und Friedrich Starmühlner Naturgeschichte Wiens 1972), die auch in verwandten Bereichen wie z. B. Gärtnern Durchsetzung erfuhr (z. B. Jelitto, Schacht, Die Freiland-Schmuckstauden.). Seit 1998 gibt es die im Rahmen eines vom Bundesamt für Naturschutz (BfN) geförderten Forschungsprojektes geschaffene Standardliste der Farn- und Blütenpflanzen Deutschlands von Rolf Wisskirchen und Henning Haeupler, der auch die vom Bundesamt für Naturschutz geführte Datenbank FloraWeb folgt. Auch zahlreiche amtliche Veröffentlichungen wie zum Beispiel die Rote Liste Österreich oder die Rote Liste gefährdeter Tiere, Pflanzen und Pilze Deutschlands gebrauchen diese Schreibweisen.
1. Das Bestimmungswort wird mit Bindestrich vom Stammwort getrennt, wenn das Stammwort ein Taxon, meist eine Gattung, korrekt bezeichnet. („Schnitt-Lauch“ statt „Schnittlauch“, „Rot-Buche“ statt „Rotbuche“, „Moos-Rose“ statt „Moosrose“)
2. Bestimmungswort und Stammwort werden nicht mit Bindestrich getrennt, wenn das Stammwort auf ein unzutreffendes Taxon verweist. („Pfingstrose“, „Hainbuche“)
3. Bezieht sich das Stammwort nicht auf ein Taxon, sondern auf eine Lebensform bzw. ein Pflanzenteil, werden Stammwort und Bestimmungswort nicht durch einen Bindestrich getrennt. („Schwarzdorn“, „Sommerwurz“)
4. Hat das Stammwort keinen Bezug zu Pflanzen, werden Stammwort und Bestimmungswort nicht durch einen Bindestrich getrennt. („Löwenzahn“, „Nachtkerze“, diese würden als Gattungsnamen allerdings ohnehin nicht getrennt)
5. Sind Stammwort und Bestimmungswort ohnehin getrennte Wörter, wird kein Bindestrich eingefügt. („Schwarzer Nachtschatten“)

Zweifelsfälle sind z. B. „Distel“, welches nicht eindeutig einer Gattung zugeordnet werden kann, „Zwiebel“ welches sowohl als Pflanzengattung oder als Pflanzenteil aufgefasst werden kann. Die Schreibung „Knoblauch“ statt „Knob-Lauch“ wird entgegen den Regeln empfohlen, da „Knob“ nicht mehr als eigenes Wort wahrgenommen wird. Bei mehreren Gruppenbezeichnungen für eine Gattung (z. B. „Pflaume“, „Kirsche“, „Mandel“) sollen diese als gleichwertige Gattungsnamen in ihrem jeweiligen Zusammenhang aufgefasst werden („Briançon-Aprikose“, „Zwerg-Mandel“, „Gewöhnliche Trauben-Kirsche“; alles Prunus-Arten).